# Корой, Мария Мерседес
Мария Мерседес Корой (исп. María Mercedes Coroy; род. 1994, Санта-Мария-де-Хесус, Гватемала) — гватемальская актриса
. Дебютировала в фильме «Вулкан Ишканул», получив приз за Лучшую женскую роль на Международном фестивале нового кино в Монреале, Канада. В свою очередь, сам фильм получил более двадцати международных наград.

## Биография
Мария Мерседес Корой — шестой ребенок в семье среди девяти братьев — провела детство в своем родном городе Санта-Мария-де-Хесус, на склонах вулкана Агуа. Она с детства любила участвовать в пьесах и фольклорных танцевальных выступлениях, однако смогла доучиться только до пятого класса начальной школы, так как была вынуждена помогать матери продавать фрукты и овощи на рынке в Палине, Эскуинтла. В 17 лет Мария Мерседес Корой смогла продолжить образование благодаря Национальной программе по ликвидации неграмотности в Гватемале (CONALFA) и на момент начала съемок фильма «Вулкан Ишканул» проходила уже третий год обучения.
В 2013 году Мария Мерседес Корой была выбрана королевой города Санта-Мария-де-Хесус, а затем королевой CONALFA в департаменте Сакатепекес.
В конце 2013 года начались поиски кинопробы, продолжавшиеся несколько недель. За ними последовали полтора месяца съемок на вулкане Пакая и в Аматитлане. После окончания работы над фильмом Мария Мерседес Корой вместе с режиссёром Хайро Бустаманте и актрисой Марией Телон представили картину на международных кинофестивалях в Берлине, Гвадалахаре, Тулузе.
После завершения съёмок и показов на кинофестивалях, Мария Мерседес Корой вернулась в родной город, где продолжила помогать защите прав населения и выступать волонтером в различных социальных проектах по работе с детьми и пожилыми людьми.

## Фильмография
- 2015 — «Вулкан Ишканул» — Мария